# 文衡路
文衡路（Wenheng Rd.）為高雄市三民區至鳳山區的重要道路，大致呈7型。西於澄清路口銜接義華路，在文東街口轉為南北向，南於和平路口銜接曹公路。因高雄鐵路地下化完工，於2019年10月18日與曹公路打通並正式通車。

## 行經行政區域
- 三民區
- 鳳山區

## 沿線設施
（由西至東）
- 星巴克澄清文衡門市
- 台北富邦銀行鳳山分行
- 文山公兒四公園
- 三信商業銀行鳳山分行
- 高雄市鳳山區文德國小
- 鳳山區農會文山辦事處

（由北至南）
- 高雄文山郵局
- 蘇湖冰菓室（已倒閉）
- 麥當勞鳳山建國店
- 國立鳳山高級商工職業學校
- 7-ELEVEN鳳文門市
- 鳳山車站

## 公共自行車
- 高雄市公共自行車租賃系統：
  - 文山兒童四公園：文衡路/文平街口西南側
  - 文德國小：文衡路/文德路口西北側
  - 八德路296巷文衡路口：八德路296巷/文衡路(西南側)
  - 鳳山商工(文衡路)：建國路三段/文衡路口西南側

## 相關連結
- 高雄市主要道路列表